# Alejandro Montiel
Andrés Alejandro Montiel (Formosa, Formosa, 24 de agosto de 1993) es un futbolista argentino que juega como defensor.

## Trayectoria

### Atlético Tucumán
Montiel debutó con la camiseta de Atlético Tucumán en el año 2014. Luego de ser cedido regresó al club en el año 2017. Estuvo presente en el debut, del decano en la Copa Sudamericana, cuando venció a Oriente Petrolero en Bolivia.

### San Jorge
En 2014 luego de debutar en Atlético, pasó a San Jorge, a préstamo. En el expreso, jugó hasta 2017.

### Güemes
En 2019 se mudó a Santiago del Estero, para sumarse a Güemes. En su primera temporada logró el ascenso.

## Clubes
| Club             | País      |
| ---------------- | --------- |
| Atlético Tucumán | Argentina |
| San Jorge        | Argentina |
| Güemes           | Argentina |